# Kushk (ort i Herat)
Kushk, eller Koshk, (persiska: کشک) är en ort i Afghanistan.   Den ligger i provinsen Herat, i den nordvästra delen av landet, och är administrativ huvudort i distriktet Kushk.